# François-Marie Madec
Pour les articles homonymes, voir Madec.
L’abbé François-Marie Madec est né le 27 février 1879 à Plounéour-Ménez (département du Finistère en Bretagne), il est décédé le 19 décembre 1936 à Brest. En tant qu’ecclésiastique, c’est un pionnier de l’action sociale, c’est aussi un ardent défenseur de la culture bretonne. En Bretagne, au moins six rues portent son nom, d'après Les Noms qui ont fait l'histoire de Bretagne.

## Biographie
Après des études au petit séminaire de Pont-Croix, puis au séminaire de Quimper (docteur en droit canon, licencié ès lettres), il est ordonné prêtre et s’installe à Paris en 1903 où il est enseignant au collège de l’Immaculée Conception. Particulièrement à l’écoute du monde ouvrier, il rejoint le mouvement Le Sillon, créé par Marc Sangnier et s’engage dans un catholicisme social.
En 1906, il retourne en Bretagne, nommé vicaire de la paroisse du Relecq-Kerhuon. La proximité de Brest lui permet de mettre en pratique ses idées progressistes et lui vaut le surnom de « Madec-social ». Au-delà de sa mission pastorale, il crée une coopérative ouvrière et une mutuelle-incendie pour les paysans. 
À partir de 1907, il publie une revue bimensuelle La Quinzaine Ouvrière qui, en 1912 devient Le Militant. Il participe à l’Union des apprentis de l’arsenal  et fonde le Syndicat professionnel de l’arsenal.  Il dirige en 1913 une campagne contre le Cercle Néo-malthusien de Brest devenu entre-temps le Groupe d’études scientifiques. Mobilisé pendant la Première Guerre mondiale, sa conduite d'aumônier brancardier lui vaut d’être fait chevalier de la Légion d'honneur.
Il est pendant quelque temps recteur de la paroisse de Goulven, puis il est nommé à l’aumônerie du Refuge à Brest. Il crée un nouveau journal hebdomadaire L’Armoricain dans lequel il expose ses thèses régionalistes, puis un autre titre, La Patrie bretonne. En 1927, il est secrétaire général du mouvement Bleun-Brug, créé en 1905 par l’abbé Perrot, mais le quitte en 1929 pour créer le mouvement catholique régionaliste Adsao.

## Sources
- Alain Deniel, Le Mouvement breton, François Maspero, 1976,  (ISBN 2-7071-0826-X)
- La semaine religieuse du diocèse de Quimper et de Léon ; Vendredi 5 novembre 1915 n° 45 ; 9 novembre 1915 n° 47
- Jean-Loup Avril, Mille Bretons, dictionnaire biographique, Les Portes du large, Saint-Jacques-de-la-Lande, 2002,  (ISBN 2-914612-10-9)
- Emmanuel Salmon-Legagneur, Les noms qui ont fait l’Histoire de Bretagne, Coop Breizh/Institut Culturel de Bretagne, 1997,  (ISBN 2-84346-032-8) et  (ISBN 2-86822-071-1)